# Punta de Lobos
Punta de Lobos é uma cidade chilena, administrativamente parte da comuna de Pichilemu, cujo centro urbano é 6 km ao norte, na província de Cardenal Caro, região de O'Higgins.
A praia de Punta de Lobos, cerca de 200 km ao sul de Valparaíso, é conhecida internacionalmente por ser um bom lugar para o surf e a prática do kitesurf. Suas ondas variam entre dois e três metros de altura, permitindo que surfistas de diferentes níveis de habilidade possam selecionar suas ondas. A cidade de Punta de Lobos é caracterizada por sua areia fina e cinza, e é cercada por falésias que são de 50 metros de altura. As suas estranhas rochas (Rocas de Punta de Lobos) são frequentadas por leões-marinhos.
Punta de Lobos foi indicada como a 7ª Reserva Mundial de Surf pela Save The Waves Coalition em 2013.
Recebeu as competições do Surfe nos Jogos Pan-Americanos de 2023.